# علي شهبازي
علي شهبازي ((بالفارسية: علی شهبازی)) هو القائد العام السابق للجيش الإيراني.

## مهنة
تم تعيين شهبازي من قبل رفسنجاني كرئيس أركان هيئة الأركان المشتركة للقوات المسلحة الإيرانية في 7 مايو 1988. كان شهبازي الأول القائد العام للجيش الإيراني. خلفه اللواء محمد سليمي عندما استقال من منصبه في مايو 2000. [بحاجة لمصدر] ثم أصبح رئيس مجلس الجامعة الموثوق بها للدفاع الوطني والمستشار العسكري الأول لـ علي خامنئي.